# L'Enfant des Maures
 (juin 2019).
Si vous disposez d'ouvrages ou d'articles de référence ou si vous connaissez des sites web de qualité traitant du thème abordé ici, merci de compléter l'article en donnant les références utiles à sa vérifiabilité et en les liant à la section « Notes et références ».
L'Enfant des Maures est un roman de Frédérick d'Onaglia publié en 2014.

## Résumé
Maurine, médecin, est revenue au domaine familial de Lambert à Collobrières où sa sœur, Carole, gère la châtaigneraie et la confiserie. Sa tante Marie dit qu'Aureliano, suspect suicidé, n'était pas coupable de l'incendie du domaine voisin de Malamousque il y a 33 ans et Maurine en parle. Elle reçoit des menaces anonymes. Gilou, boucher, lui dit qu'il savait qu'Aureliano était innocent mais le père de Maurine lui avait dit de le taire, et que c'est lui le corbeau, pour la dissuader d'enquêter car elle est fille de Marie et Aureliano. Marie lui dit que sa sœur Édith l'avait dite mort-née.